# La porte est close
Pistes de Les Aventures de Simon & Gunther...
Correspondances
(1) La Réponse
(3)
La porte est close est une chanson écrite, composée et interprétée par Daniel Balavoine, parue dans l'album Les Aventures de Simon et Gunther..., en 1977.
Cette chanson, parlant du mur de Berlin et de la séparation des membres d'une même famille, est parue en face B du single 45 tours Lady Marlène, qui rencontra à sa sortie un succès d’estime.

## Éditions
- Le titre figure aussi sur le disque L'Essentiel (1995).